# مدرسه پزشکی آیکان در ماونت ساینای
مدرسه پزشکی آیکان در ماونت ساینای که سابقاً مدرسه پزشکی ماونت ساینای نام داشت، یک مدرسه آمریکایی واقع در بخش منهتن نیویورک در ایالت نیویورک آمریکا است. این مدرسه که در سال ۱۹۶۳ از سوی بیمارستان ماونت ساینای ایجاد شده از بهترین مدارس پزشکی در آمریکاست و بنا بر یواس نیوز اند ورلد ریپورت در سال ۲۰۱۷ از لحاظ تحقیقات ۲۲ام، از لحاظ بودجه ۱۸ام٬ و از لحاظ بودجه سرانهٔ استاد از موسسات ملی سلامت دوم است. 13th in NIH funding among U.S Medical Schools (2017),
از معماران این مرکز آی. ام. پی را می‌توان نام برد.
از لحاظ کیفیت بیمارستانی، در سال ۲۰۰۹، نشریه US News & World Report، این مرکز درمانی را در ۱۶ شاخه پزشکی در رتبه ۱۹ در مجموع از میان تقریباً ۵۰۰۰ بیمارستان مهم آمریکا قرار داد. دانشکده پزشکی همین مرکز در رتبه ۲۲ سراسری قرار دارد، که این مرکز را در میان مراکز آموزشی بسیار برجسته آمریکا قرار می‌دهد.